# استان عین صالح
استان عین صالح (به عربی: ولایة عین صالح) یک استان در الجزایر است که در الجزایر واقع شده‌است. استان عین صالح ۱۳۱٬۲۲۰ کیلومتر مربع مساحت و ۵۰٬۳۹۲ نفر جمعیت دارد و ۲۷۶ متر بالاتر از سطح دریا واقع شده‌است.